# Hamidou Tembine
Hamidou Tembine, né le 4 novembre 1982 à Orsongo, dans le Pays Dogon, est un théoricien des jeux français, co-fondateur et co-président de TIMADIE et un chercheur spécialisé dans les jeux d'évolution et les jeux co-opétitifs de type champ moyen. Il est professeur d'intelligence machine à  Université du Québec à Trois-Rivières au Canada.  Il a été professeur assistant de réseau mondial à l'Université de New York. Il a été également chercheur principal et directeur du laboratoire d'apprentissage et de théorie des jeux (L&G Lab) de l'Université de New York. 
Tembine a écrit plus de 300 articles scientifiques de brevets, 5 livres et co-édité 3 livres. Ses recherches portent sur les domaines de l'autorégulation, de l'économie basée sur la connaissance et de la minimisation de la variance des chaînes de blocs à jetons sur les marchés émergents.

## Éducation
Hamidou Tembine obtient un master en mathématiques appliquées de l'École polytechnique à Paris en 2006 et un doctorat en informatique de l'Université d'Avignon en 2009. Sa thèse de doctorat s'intitule «Jeux de population avec applications dans  les réseaux».

## Carrière
En fin 2009, Hamidou Tembine est nommé professeur assistant à l'École supérieure d'électricité, (Supélec, aujourd'hui CentraleSupélec), France, où il enseigne jusqu'en 2013. 
En 2014, il rejoint l'université de New York en tant que professeur assistant au réseau multi-campus (New York, Abou Dabi et Shanghaï). Il est le fondateur et  le premier directeur du laboratoire d'apprentissage et de théorie des jeux (L&G Lab) des campus de l'Université de New York ville et d'Abou Dabi. 
Hamidou Tembine est l'éditeur associé de IEEE Access, de Games et de AIMS Electronic Engineering depuis début 2017. Depuis 2004, il est consultant en théorie des jeux, en apprentissage profond et en économie pour les chaînes de blocs dans plusieurs entreprises 

### Travaux scientifiques
Étant directeur du laboratoire L&G Lab, Tembine développe un outil d’ingénierie du risque basé sur la théorie des jeux de type champ moyen. L'outil est appliqué à l'ingénierie dans les domaines de l'évacuation dans les immeubles, dans les systèmes de distribution d'énergie, la sécurité des réseaux, des transports et de la mobilité, ainsi que de l'économie des jetons. Le modèle a ensuite été appliqué aux sciences sociales, à l'empathie et à la psychologie des utilisateurs, à la stratégie profonde et à l'apprentissage profond. 
Tembine établit une équivalence entre une classe de réseaux d’oppositions génératives multi-agents robustes sous diverses notions de divergence et à distribution et des jeux robustes à la distribution, sensibles à la variance et aux notions de risque. Les filtres de type champ moyen, qui dépendent de la distribution de l'état du système, ont d'abord été proposés par les membres de L&G Lab. Ils ont fourni des solutions explicites à une classe de jeux de type champ moyen avec une dynamique d’état non-linéaire et / ou des fonctions de coûts non-quadratiques. La non-linéarité inclut des fonctions trigonométriques, des fonctions hyperboliques, des fonctions logarithmiques et des  fonctions de coût de puissance (polynôme). 
Tembine a travaillé sur plusieurs branches de la théorie des jeux: coopération, compétition ou co-opetition. Il a également contribué à la conception, à l'analyse et à la mise en œuvre des algorithmes d'apprentissage stratégiques distribués. Il a établi des relations entre les domaines de l'apprentissage stratégique, de la dynamique de jeux d'évolution et des équations  de Kolmogorov. Les résultats théoriques ont été appliqués aux problèmes d'allocation de ressources, de satisfaction des utilisateurs, de contrôle de puissance en fonction de taille de la file d'attente. Il est co-auteur des filtres de type champ moyen (MFTF), des transformateurs ou transformeurs de type champ (MFTT) et l'apprentissage de type champ moyen (MFTL).
Tembine a participé à plusieurs projets en Afrique de l’Ouest dans les domaines de l’économie informelle, de l’économie basée sur la connaissance et de l’économie des jetons. Il a testé des équipements à énergie solaire peu coûteux, auto-configurables et nécessitant moins de maintenance dans plusieurs domaines. Une de ces conclusions  était que, le succès du projet dépendait significativement de la participation active de la population locale. Ces expériences sur le terrain ont montré que lorsque la population locale est fortement impliquée, l'entretien et le suivi sont mieux assurés par eux-mêmes. Pour améliorer l'efficacité du projet et réduire le gaspillage, il a suggéré que le projet  soit vu comme un bien public et les ressources partagées en fonction des besoins de la population locale,.

## Récompenses
- 2011 - Prix du meilleur article lors d'un atelier international sur les réseaux de médias de demain et  sur la télévision sur IP à l'IEEE INFOCOM (Conférence internationale sur les communications informatiques)
- 2014 - Prix Jeune chercheur EMEA, Société de communication, Institut des ingénieurs électriciens et électroniciens
- 2016 - Prix du meilleur article, à la conférence internationale sur l'énergie électrique et les réseaux
- 2017 - Lauréat du Next Einstein Forum [19]
- 2017 - Prix du meilleur article à la conférence internationale sur les réseaux sans fil et les communications mobiles

## Publications sélectionnées

### Livres
- L'Intelligence machine en Afrique en 20 questions (2023)
- Théorie des jeux de type champ moyen pour les ingénieurs (2021)
- Théorie des jeux et apprentissage pour les réseaux sans fil: principes fondamentaux et applications (2011)
- Apprentissage stratégique distribué pour les ingénieurs (2012)
- Jeux de population dans les grands réseaux (2009)

### Articles
- J. Barreiro-Gomez, H. Tembine: Blockchain Token Economics: A Mean-Field-Type Game Perspective, IEEE Access, volume 7, 2019
- J. Gao and H. Tembine, Distributed Mean-Field-Type Filters for Traffic Networks, IEEE Transactions on Intelligent Transportation Systems, vol. 20, Issue2, p. 507-521, Feb. 2019.
- T. E. Duncan and H. Tembine. Linear-Quadratic Mean-Field-Type Games: A Direct Method, Games Journal, 9(1), 7, 2018
- B. Djehiche, A. Tcheukam, H. Tembine. Mean-Field-Type Games in Engineering. AIMS Electronics and Electrical Engineering, 1(1): 18-73, 2017
- H. Tembine: Mean-Field-Type Games, AIMS Mathematics, 2(4): 706-735, 2017
- M. Khan and H. Tembine: Meta-Learning for Realizing Self-x Management of Future Networks, IEEE Access Journal, vol.5, p. 19072 - 19083, August 2017
- Kody J.H. Law, H. Tembine, R. Tempone: Deterministic Mean-Field Ensemble Kalman Filtering, SIAM: SIAM Journal on Scientific Computing (SISC), 2016, A1251-A1279.
- A. Farhan Hanif, H. Tembine, M. Assaad, D. Zeghlache, Mean-field games for resource sharing in cloud based networks, IEEE/ACM Transactions on Networking, 24(1): 624-637 (2016) DOI: 10.1109/TNET.2014.2387100, 2016.
- H. Tembine, Q. Zhu, T. Basar, Risk-sensitive mean-field games, IEEE Transactions on Automatic Control, volume 59 (2014), Issue 4, April 2014.
- H. Tembine, Energy-constrained Mean-Field Games in Wireless Networks, Strategic Behavior and the Environment, 4, no. 2 (2014): 187-211. doi: 10.1561/102.00000040. Special Issue on: ICT-based strategies for environmental conflicts.
- H. Tembine: Risk-Sensitive Mean-Field-Type Games with Lp-norm Drifts, Automatica, volume 59, September 2015, pages 224-237.
- H. Tembine, Nonasymptotic mean-field games, IEEE Transactions on Systems, Man, and Cybernetics, Part B: Cybernetics, vol. 44, number 12, December 2014.
- H. Tembine: Dynamic Robust Games in MIMO systems, IEEE Transactions on Systems, Man, Cybernetics, Part B, 99, Volume: 41, Issue: 4, p. 990 - 1002, August 2011
- H. Tembine, E. Altman, R. ElAzouzi, Y. Hayel, Evolutionary Games in Wireless Networks, IEEE Transactions on Systems, Man, and Cybernetics, Part B: Cybernetics, vol. 40, issue 3, p. 634-646, 2010.